# Denmark (New York)
Pour les articles homonymes, voir Denmark.
Denmark est une ville située dans le comté de Lewis, dans l'État de New York, aux États-Unis,. En 2010, elle comptait une population de 2 860 habitants.

## Démographie
Lors du recensement de 2010, la ville comptait une population de 2 860 habitants. Elle est estimée, en 2016, à 2 844 habitants.